# واح سوت
واح سوت (بالمصرية القديمة: واح سوت خع كاو رع ماع خرو إم إبچو بمعنى باقية أماكن خع كاو رع صادق الصوت في أبيدوس) هي بلدة تقع جنوب أبيدوس في مصر الوسطى. ويشير اسم البلدة إلى أنها بُنيت في الأصل كجزء نائي من أبيدوس، أقيمت من قبل الدولة المصرية كسكن للعمال العاملين في وحول المجمع الجنائزي للملك سنوسرت الثالث (تقريباً 1850 ق.م) من الأسرة الثانية عشر، في ذروة عهد الدولة الوسطى.
يتألف هذا المجمع من المعبد الجنائزي وبلدة واح سوت، وجبانة حفرت في الصخور في سفح جبل أنوبيس، وهو تل قريب له شكل هرمي. استمرت البلدة في الوجود لمدة تزيد عن 150 عامًا، حتى عصر الأسرة الثالثة عشر، عندما كانت قريبة من جبانة ملكية لمقابر نفرحتب الأول وسوبك حتب الرابع (تقريبًا 1730 ق.م). وتشهد وثيقة على وجودها خلال الفترة الأخيرة من الدولة الحديثة.

## علاقتها بالدولة الوسطى
تم بناء مدينة واح سوت خلال الدولة الوسطى في عهد الأسرة الثانية عشر. حيث قامت بإنشائها الدولة المصرية للعمال الذين قاموا ببناء معبد سنوسرت الثالث الجنائزي.وفقًا لجوزيف فيجنر، فأن سنوسرت الثالث حكم في ذروة فترة المملكة الوسطى، ج. 1850 قبل الميلاد وأطلق هذا الفرعون العديد من التغييرات الحكومية، مما أدى إلى حدوث انقطاع في التسلسل الزمني للمملكة الوسطى بين الفترة «المبكرة» السابقة والفترة «المتأخرة» التي اتت بعد ذلك. ووجدوا على الكثير من النصوص في السجلات الإدارية لهذه الفترة الزمنية. بصرف النظر عن هذه النصوص، يظهر السجل الأثري دليلاً على التغييرات أيضًا.
قام الملك سنوسرت الثالث بأحدى التغييرات الرئيسية التي وجدت أهمية في واح سوت، وهي أهمية رؤساء البلديات. حيث هذه الدرجة من التغييرات في الحكومة جعلتها حكومة أكثر مركزية. حيث يتم عمل رئيس البلدية بتوجيه مباشر من مسؤولي الحكومة الملكية. الذين كانوا مهمين داخل مدنهم والمناطق المحيطة. ويطلق عليهم ألقاب متعددة داخل المجتمع بما في ذلك رئيس الجوانب الاقتصادية والإدارية للمدينة والمعبد.
تم إجراء العديد من التغييرات الثقافية والدينية في مصر خلال عصر الدولة الوسطى.مما أدى إلى أزدياد استخدام التمائم كرموز إلهية كثيرًا خلال هذه الفترة. ومن أشهرهذه الرموز الإلهية هي خنفساء الجعران التي ترمز إلى الدورة الشمسية والبعث.و قد عُثِر على هذه التمائم في جميع أنحاء مجمع واح سوت في شكل أختام لمسؤولين حكوميين.و يبدو أنها مرتبطة بالمدافن وكذلك يتم ارتداؤها أثناء الحياة.
خلال المملكة الوسطى عُثِر على رمز ديني أخر وهي الصولجانات السحرية. حيث تزين هذه الصولجانات بصور إلهية وغالبًا ما تكون هيروغليفية.و تمثل هذه الصولجانات نفس استخدام تمائم الجعران والدورة الشمسية وترمز أيضا إلى الولادة من جديد. ولقد عرف أنها الأكثر استخدامًا في طقوس الولادة لحماية الطفل وإعادته إلى حياة صحية. ثم يقومون بدفن هذه الصولجانات مع أصحابها في مقابرهم. وإلى جانب العصي السحرية، كان من المعروف أيضا استخدام قوالب الولادة. وكانت تشبه الصولجانات بطريقة سحرية، لكن تم استخدامها جسديًا أثناء المخاض لتسهيل الأمر على النساء ولحماية الطفل. يؤدي الجمع بين هذه الجوانب المادية وبعض التعويذات الموجودة نصيًا إلى فهم طقوس الدولة الوسطى المحيطة بالولادة.
و بأعتبارها مدينة من مدن المملكة الوسطى التي شيدت من قبل الحكومة، تم وضع واح سوت بشكل متعامد على نظام الذراع.كانت كل من المدينة ومعبد مورتواري مصنوعة من نفس الطوب اللبن، الأمر الذي يدل على انها بنيت في نفس الوقت وتم أنشاؤه لبعضهم البعض. ويظهر في المجتمع في جنوب أبيدوس مدى تعقيد التغييرات الثقافية التي تحدث في المملكة الوسطى ز.
تظهر مدينة واح سوت باسمها الكامل لبرديات الدولة الوسطى التي وجدت في رامسيوم.و ذكرت المدينة عدة مرات في النصوص المصرية كما أنها أيضا وردت في بردية بروكلين 35.1446، التي تعود إلى الأسرة الثالثة عشرة. تظهر وحسوت في قائمة المدن في مقبرة وزير الدولة الحديثة رخمير.

## علم الآثار
في عام 1901-1902، عثر على معبد الملك سنوسرت الثالث وقبره بواسطة تشارلز تريك كوريلي وآرثر إي بي ويغال وآيرتون وفلندرز بيتري في موسمهم الأول في جنوب أبيدوس، حيث قاموا أيضا بالتنقيب في المقبرة المحيطة، بما في ذلك المقابر الملكية S9 و S10 . ووجدوا القبر المخفي والمعبد على حافة الزراعة التي هي على المحور.
وكان عالم الآثار التالي الذي سيعمل في جنوب أبيدوس في عام 1994. هو العالم جوزيف فيجنر حيث بدأ بالعمل تحت قيادة ديفيد كونر، عمله الميداني في جنوب أبيدوس في عام 1991. وفي عام 1994، اكتشف جزءًا من المدينة في جنوب أبيدوس. ومنذ ذلك الوقت، كان يعمل في المدينة والمعبد الجنائزي، والذي عُرفت فيما بعد باسم واح سوت.

## مجمع سنوسرت الثالث

### المعبد الجنائزي
يتم استخدام المعبد الجنائزي من قبل عبادة سنوسرت الثالث لتكريمه بعد وفاته. حيث ان المعبد الجنائزي لسنوسرت الثالث يقع خارج أسوار مدينة واح سوت إلى الشمال على طول خط الزراعة. وكانت مدينة واح سوت التي أنشأتها الحكومة قريبة لإيواء أولئك الذين استخدموا المعبد ورعاؤه. حيث تظهر الأدلة الأثرية أن المعبد كان يستخدم لتكريم الملك. ويأتي هذا الدليل على بناء المعبد وكذلك المناطق المحيطة به.
شيد المعبد من الحجر الجيري بجدار خارجي من الطوب الطيني ويتالف المدخل الرئيسي من برج حجري مشكل مع مدخل بوابة. المؤدية إلى البوابة كانت عبارة عن جسر يؤدي إلى الزراعة. حيث يبدو أن هذا المدخل يستخدم فقط خلال طقوس العبادة. وتؤدي الأبواب الجانبية إلى المعبد لجميع المداخل الأخرى.و المدخل الرئيسي يؤدي إلى الساحة المركزية المستخدمة فقط للأنشطة الدينية والمناسبات الخاصة. ويتكون الجزء الداخلي من المعبد من ثلاث غرف رئيسية كل منها مخصصة لوظيفة مختلفة. ويتم استخدام الشوارع الداخلية للوصول إلى الغرف على جانبي الغرفة المركزية. وكان هذا يهدف إلى الحفاظ على الغرفة المركزية مقدسة.
يتكون جانب المعبد الغربي من أحياء سكنية وإدارية مقسمة إلى ثلاث وحدات مختلفة حيث انها تتكون من غرف متعددة بمساحات مختلفة.و توجد في الغرف التي يُعتقد أنها وحدات سكنية مداخن وسيراميك منزلي. ويعود تاريخ الخزف المستخدم في الطهي إلى الجزء الأخير من الأسرة الثانية عشرة. حيث ساعد هذا في معرفة وظائف هذه الغرف. وتم العثور على طول الجدران الخارجية لجانب المعبد الغربي على رواسب نفايات تدعى النفايات. ووجدوا داخل هذه النفايات فخارًا يستخدم في الطهي والممارسات المنزلية بالإضافة إلى الأختام الإدارية وغيرها من الحطام.و تشير الأختام إلى أن المعبد يوجد به قسم يضم موظفين إداريين. ومن المحتمل أن يكون الموظفون الإداريون قد عملوا في الكتلة الغربية بوظائف مختلفة مثل مشرف المعبد، ومدير الطائفة، وكاتب المعبد ومساعديهم.
و يتكون جانب المعبد الشرقي من خمس وحدات منفصلة ويبدو أن هذا الجانب كان يستخدم للتخزين الطويل والقصير الأجل لأنشطة العبادة، والتحضير للكهنوت وأنشطة العبادة وأنشطة ما بعد الطقوس. ولكن لم يتم الحفاظ عليها مثل جانب المعبد الغربي. وقد حصلوا على الكثير من المعلومات حول جانب المعبد الشرقي من رواسب النفايات، والتي كانت تقع مباشرة خلف الجانب الشرقي من المعبد. وكانت تحتوي على كميات كبيرة من السيراميك (معظمها سليمة) وعظام حيوانات وسدادات من الطين. ويبدو أن الكثير مما عُثِر عليه جاء من أنشطة الطائفة.
و قد كان إيداع نفايات يخدم الغرفة المركزية فقد كانت كانت أمام وإلى جانب المدخل الرئيسي. حيث أن جميع السيراميك متشابهة، مما جعلها تبدو وكأن القمامة جاءت من أنشطة العبادة. وتم العثور على العديد من الجرارات ذات الأكواب تمثل عروض سائلة، على الأرجح البيرة. كان هناك العديد من الأختام الإدارية. وتم العثور على حقل إنتاج بين المعبد والمدينة. وعلى مساحة مليئة بقطع الفخار تغطي حوالي 6000 متر مربع.و أيضا على الفخار المتبط بإنتاح الخبز والبيرة بكثرة في مبنى ليس بعيدا عن مدخل المعبد الشرقي، والذي يبدو أنه مرتبط بالمخزن الموجود في أروقة المبنى الشرقي.و يبدو أن حوالي 50 مترًا شرق المعبد يستضيف مجموعة مباني أخرى ربما تم استخدامها كغرف توريد وتخزين لمنطقة الإنتاج. يبدو أن منطقة الإنتاج هذه قد تم استخدامها لأنشطة المعبد.

### القبر المخفي
عند قاعدة المنحدرات الصحراوية يوجد القبر المخفي الذي يحاط بجدار طيني على شكل حرف T باللغة الإنجليزية. استنتج ويجل لمن صاحب هذه المقبرة من اتجاهها على المحور مع معبد الملك سنوسرت الثالث الجنائزي. أكتشف كوريلي قبرًا بطول 170 مترًا تحت الأرض يؤدي تحت الجبل (الجرف) 
و عندما تم اكتشاف القبر كان قد نهب. كانت جدران وسقف الغرفة الرئيسية الأولى مصنوعة من كتل الحجر الجيري الأبيض.و بدا السقف وكأنه من أعمدة طويلة منحوتة موضوعة جنبًا إلى جنب والتي كانت منحوتة بشكل رائع. وكان يوجد خارج هذه الغرفة ممران طويلان في المنحدرات. ولم تكن هذه الغرف طوابيرًا من الحجر، لكن تم تقطيع الصخر بعناية وصقله تقريبًا. حيث أن كلا الممران كبيران ويصلا إلى نهاية القبر. ويبدو أن النهبين قد حفروا على الجدران والسقوف بحثًا عن غنيمة في غرفه الحجر الجيري.
و عندما اخترقوا النهبين السقف وجدوا ممرًا آخر فوقه. حيث تم إنشاء هذه المنطقة مثل المجموعة الأولى، مع غرف على كلا الجانبين. وكانت خطوط المرور الرئيسية مصنوعة من الحجر الجيري الأبيض الناعم وتصقل الخطوط الخارجة منه. وتم العثور على ممر آخر خلف جدران إحدى هذه الغرف وقد كان هذا «القابس» على بعد 64 قدمًا من الممر الخارجي مصنوع من الجرانيت النقي. وكان يجب على النهبين حفر نفق تحت هذا الممر حتى يستطيعوا الخروج حيث انهم قاموا أيضًا النهبين بعمل نفق إلى جانب القابس وانتهى بهم الأمر بالسقوط في غرفة أخرى وقد كان هذا مبطنًا بكتل من الحجر الرملي الكوارتزيت بالحجم الدقيق للجدران.و وراء هذا كان يوجد ممر آخر مكون من صخور طبيعية يؤدي إلى الغرفة الأخيرة التي كانت مرة أخرى عبارة عن خطوط من نفس الحجر الرملي الكوارتزيت. وفي هذه الغرفة يوجد تابوت كبير مصنوع من الجرانيت الأحمر وفي داخل التابوت كان يوجد صندوق كانوبي مصنوع من الجرانيت بغطاء من الكوارتزيت. وتم العثور على أطباق المرمر محطمة، على الأرجح حطمت من قبل النهبين من الداخل ولكن لم يُعثَر على جثة. ولم يُعثَر على نقوش في المقبرة أو على التابوت. ويعتقد كوريلي أن النهب حدث في نهاية الأسرة الثانية عشرة.

### البلدة
عثر على بلدة واح سوت في عام 1901-1902. وبعد أكثر من 90 عاما وجد ويجنر المزيد من بلدة واح سوت ويقع جزء كبير من بلدة واح سوت القديمة تحت المدينة الحديثة ومنطقة الزراعة. ويعتقد كوريلي أنها جزء من معبد المملكة الحديثة لأحمس. بسبب ان المنزل يبعد على مسافة متساوية من معبد الملك سنوسرت الثالث ومعبد أحمس بجوار مكان العثور على المبنى A. وقام ببناء القصور التي وجدها كوريلي كجزء من منازل النخبة. وكان الجزء الأول من المدينة الذي تم اكتشافه هو المبنى الشمالي الغربي والذي أصبح فيما بعد يعرف باسم منزل العمدة. وتم بناء المدينة على نظام الذراع حيث تم وضع كل من المبنى A والبيوت الأكبر في جانب بعرض 100 ذراع وعرض 5 أذرع بين كل مجموعتين من المنازل المزدوجة. ويشكل المبنى "A" الركن الجنوبي الغربي للمدينة. وفي عام 1999 عُثِر على واجهة المبنى A وشارع 5 أذرع يمتد من الشرق إلى الغرب. ولم يتم تحديد الزاوية الجنوبية الغربية.

#### منزل العمدة
عثر على منزل العمدة عام 1994. خلال الموسمين الأولين، 1994 و 1997 وجد ويجنر وفريقه غالبية المبنى. وقد كانت المنطقة الرئيسية للمبنى هي الإقامة المركزية. وخلف المقر الرئيسي يوجد مكتب يستخدمه العمدة وإدارته. أما بالنسبة إلى المدخل الرئيسي للسكن كان عبارة عن رواق بأعمدة من فناء كبير وخلف الرواق توجد ثلاث غرف كبيرة وهي الجزء الرئيسي من المسكن. أما خارج الغرف الرئيسية توجد تسع غرف اصغر وفناء أصغر. وقد كانت الغرف الأصغر هي غرف النوم وغرف ذات صلة. والفناء الملحق بالرواق كان منشا مثل باقي المسكن المركزي ويبدو أنه يُستخدم لإعداد الطعام وتخزينه بناءً على وجود صناديق التخزين المدمجة في الجدران الخارجية، وايضا كمية الفخار التي عُثِر عليها والمواد العضوية .
وجد ويجنر في منزل العمدة على مخزن حبوب من 10 كتل وسلسلة من التخزين الثانوي والأنشطة التي تم إجراؤها على الجانب الغربي. وحفر الزاوية الشمالية الغربية. حيث صمم المخزن على شكل كتلة ويظهر في في السجل الأثري فقط خلال الأسرة الثانية عشرة. وقد كان يعمل بناءً على الرواسب الموجودة داخل الغرف وهو بمثابة مخزن حبوب كبير الحجم .و يشير حجم وموقع مخزن الحبوب بجوار الفناء المركزي الكبير إلى أن مقر البلدية كان يدير اقتصاد المدينة وأن المساكن الأصغر تعتمد عليه في الحبوب. وتم تحويل مخزن الحبوب في وقت لاحق إلى مساكن لامرأة تدعى رينيسنب، كانت ابنة الملك خلال الأسرة الثالثة عشرة. بينما تم تحويل الفناء إلى محكمة صوامع (عبارة عن مبنى مجهز لتخزين الحبوب وتحميلها وتفريغها قبل بيعها أو استعمالها).
يوجد في الجانب الغربي الخارجي من المبنى A حجرة لإمداد المياه وهيعبارة عن حجرة تحت الأرض ذات جدران سميكة فيها أوعية مياه مكسورة مبعثرة وكمية كبيرة من بذور النبق (أشجار الفاكهة التي يمكن استخدامها في الخبز أو تناولها بمفردها أو استخدامها في الطب) وقد تحللت العديد من الثمار على الأرض مما يعني أنه لا يبدو أنها تستخدم للتغذية. وبل تبدو أنها تستخدم كمصدات للرياح من الصحراء أو البستنة.

#### منازل النخبة
عثر على «منازل النخبة» في واح سوت على طول الشبكة مع منزل العمدة. ويتم تسمية منازل النخبة بـ BF. وتعتبر هذه المنازل كبيرة لكنها ليست كبيرة مثل منزل العمدة. وتقع في مجموعات مكونه من أربع مجموعات حجم كل منها 100 ذراع. وكانت المنازل نسخًا طبق الأصل من بعضها البعض وهي نسخ أصغر من المقر المركزي لمنزل العمدة. ويكون مدخل المسكن الرئيسي لهذين المنزلين عبارة عن رواق ملحقه بثلاث غرف رئيسية. وخلف هذه الغرف توجد الغرف الفرعية وأماكن المعيشة ولكل منزل فناء أمام الرواق وبعض الغرف الإدارية مثل منزل العمدة.
قد عُثِر على قصور كوريلي على محور منزل العمدة. كما هو موضح في خريطة المدينة في معظمها حيث تم بنائها تمامًا مثل المباني B و D. لهذه الأسباب بالإضافة إلى قربها من موقع واح سوت ويُعتقد أنها جزء من المدينة.

#### طوب الولادة
طوب الولادة ورد ذكرها كثيراً في النصوص وهو عنصر سحري يستخدم لحماية الطفل والأم في الولادة بطريقة سحرية. ويتكون من الطوب غير المحروق بقياس 17x35 سم، وتوجد عليه رسوم تصور فيها الجزء السفلي أماً تحمل طفلها وتحيط بها أمرأتان يبدو أنهما كاهنات لحتحور التي ساعدتا الأم على الولادة وخلفهم يوجد رمز حتحور وهو عبارة عن  رأس بقرة مقرن تطفو على العصا ويرتبط رمز حتحور ارتباطاً قوياً في الخصوبة والولادة ،  و هذه الرسوم مرسومة بصور إلهية. أما الجوانب الأربعة الأخرى يتم الحفاظ عليها إلى حين ما تصور الآلهة مجسمات حيوانية الشكل وتوجد أيضاً على العصي السحرية والرموز التي تم حفظها بعناية لتحليلها وتشمل سيرفال واثنين من الآلهة وهما القط البري المتدرج في الزواية اليسرى السفلية من الجانب E. وهذا الجانب موجود بالكامل على الطوب. أما القط هو رمز للتجسيد الشمسي في مصر كما أنه يرتبط بالعصى السحرية للمملكة الوسطى. بالإضافة إلى صورة إلهة عارية تحمل ثعبان في يديها على الرغم مم عدم وجود رأسها إلا أنها تتجه للأمام. كما أن هذه الالهة تستند إلى جسدها الازرق السماوي وتشبه الموجودة في العصا السحرية. على الرغم من أن القليل منها فقط متاح للمقارنة الا أنها تشبهه «سيدة الحيوانات» الموجودة في بلاد الشام والتي تظهر دائماً بعري أمامي كامل سواء كانت محاطة بالحيوانات أو ممسكة بها. أما من الجانب الأهم والأسمى من طوب الولادة فلم ينجو.
يمكن استخدام طوب الولادة كطوب مسخن . حيث يتم استخدام هذه الطوب في عملية الولادة الجسدية فيتم وضع أربعة قوالب من الطوب، ورص طوبتان معًا فوق بعضهما ووضعهما بالتوازي. وتقف المرأة الحامل عليها وتجلس جلسة تشبه القرفصاء لتلد أثناء حدوث ذلك، وربما يتم إلقاء تعويذة سحرية لحماية الطفل كما هو الحال مع العصا السحرية. وتم العثور على طوب الولادة في المبنى A في الربع الشمالي الغربي في المنطقة السكنية المكونة من سبع غرف.